# Евгений Вахтангов
Евгений Богратионович Вахтангов (роден Багратионович, 1 (13) февруари 1883 г., Владикавказ – 29 май 1922 г., Москва) – руски и съветски театрален режисьор, актьор и учител, основател и директор на Студентското драматично студио (1913 – 1922 г.), от 1921 г. известно като Трето студио на Московския художествен театър (МХАТ) а от 1926 г. – като Театър „Евгений Вахтангов“.

## Биография
Роден на 1 (13) февруари 1883 г. във Владикавказ, Терекска област на Руската империя (сега Република Северна Осетия на Русия), в къща на улица „Арменская“ срещу църквата „Свети Григорий Просветител“ (според други източници – в жилищна сграда на мястото на модерния неработещ Дом на обществените услуги на булевард „Мир“ № 13). Произхожда от богато патриархално семейство на тютюнопроизводителя Багратион Сергеевич Вахтангов, арменец, и Олга Василиевна Вахтангова (по баща Лебедева), рускиня. Баща му е собственик на тютюнева фабрика на улица „Евдокимовская“. Той е кръстен 19 дни по-късно като „Евгений, син на Багратион“, но след като се премества в Москва, бащиното му име започва да се изписва като Богратионович.
Учи във владикавказката гимназия, обича да танцува, да свири на мандолина, публикува статии и разкази в гимназическия вестник „Нус“. От 1901 г. участва в любителските драматични кръжоци като актьор и режисьор. Той особено обича ярки роли, без разлика дали са мъжки или женски. През същите тези години той дава разкази и статии за театъра във владикавказкия вестник „Терек“.
През 1903 г., след като завършва гимназия, баща му го в Рижския политехнически институт, където учи братовчед му. Вахтангов веднага получава работа като актьор в местен драматичен клуб и в крайна сметка се проваля на приемните изпити. След това отива при чичо си Пьотър Василиевич в Москва и постъпва в катедрата по естествени науки на Физико-математическия факултет на Московския университет, след което се прехвърля в Юридическия факултет (1904). Успоредно с обучението си той продължава да играе в аматьорски представления, включително в Михайловския драматичен клуб, популярен сред московската интелигенция, организиран от майката на Юрий Завадски.  Периодично пътува до Владикавказ, където поставя пиеси.
По време на събитията от 1905 – 1907 г. той участва в студентското революционно движение, член е на Централната университетска организация (Централен университетски орган, организиран от студенти революционери), действа като агитатор във фабрики и заводи и разпространява революционна литература. Присъединява се към фракцията на есерите.
| „ | ...Ако напусна всичко, което би могло да съставлява моето земно благополучие; ако си отида от семейството; ако ако си отида от университета, когато оставаше само един изпит за полагане; ако реша да живея почти полугладно (както направих в началото на годината), това означава, че в душата ми има свято отношение към това, за което правя всичко това. Периодично пътува до Владикавказ, където поставя пиеси. | “ |

## Театрална кариера
През 1909 г. Вахтангов окончателно решава да свърже живота си с театъра и постъпва в московското театрално училище на Александър Адашев. Негови учители са Леополд Сулержицки, Василий Лужски, Леонид Леонидов, Василий Качалов. Той учи със Серафима Бирман, която по-късно си спомня живота им по време на обучението си:
| „ | Тези, които нямаха семейство и пари, се хранеха с черен хляб и консерви от малко магазинче, разположено диагонално на училището. Струва ми се, че болестта, която по-късно доведе Вахтангов до гроба, започна именно от същите тези „консерви“. Магазинът беше лош, кутиите бяха ръждясали, съдържанието беше оцетна есенция. Пероксидиран... Не мисля, че новодошлият беше красив или грандиозен, но вътрешната му сила го правеше забележителен. Чертите на лицето на Вахтангов сякаш бяха пропити от волева енергия и някаква стремителна мечтателност. Изглеждаше като човек, който би отстоял позициите си. | “ |

Участва в програмите „Кабаре“, организирани от ученици, за да печелят пари: първо като актьор и пародист, след това като автор, режисьор и музикант. Той прекарва зимата на 1910 – 1911 г. в Париж като асистент на Леополд Сулержицки, който е поканен да постави „Синята птица“ в Театър „Режан“.
През пролетта на 1911 г. завършва училище и е приет в трупата на Московския художествен театър. Като актьор той е малко зает, поемайки отговорностите на проводник на идеи и развитие на „системата“ на Константин Станиславски и Всеволод Мейерхолд. Участва в работата на 1-во студио на МХАТ и други театри („Прилепът“, „Бездомното куче“, Театърът в Териок) като режисьор и преподавател. Остротата и изтънчеността на сценичната форма, резултат от дълбокото проникване на изпълнителя в душевния живот на героя, се проявява ясно както в изиграните роли (Такълтън в „Щурецът на печката“ на Чарлз Дикенс, 1914 г., Глупакът в „Дванадесета нощ“ на Уилям Шекспир, 1919) и в спектаклите, поставени от него в 1-во студио на Московския художествен театър: „Пир на мира“ на Хауптман (1913) и „Потоп“ (1915) на Х. Бергер, където играе ролята на Фрейзър.
През 1913 г. заедно с група студенти той основава и оглавява Студентското студио, по-късно преобразувано в 3-то студио на Московския художествен театър. Ръководството на Московския художествен театър не позволява на Вахтангов да работи отстрани и отначало студиото съществува „под земята“: те организират представления в наети апартаменти, декорите са направени от чул. Едва през 1917 г. театърът публично се обявява като Московска драматична студия „Вахтангов“.
След революцията режисьорската и преподавателската дейност на Вахтангов се разгръщат с изключителна активност. През 1919 г. по предложение на Олга Каменева ръководи режисьорската секция в Театралния отдел (ТЕО) на Народния комисариат на просвещението. В допълнение към работата в Московския художествен театър и свързани студия („Опера“, „Шаляпин“, Арменска студия, „Хабима“), той си сътрудничи с „Пролеткулт“, Пречистенски работни курсове и Народен театър. Темата за безчовечността на буржоазно-филистското общество, очертана в „Потопът“, е разработена в сатиричните образи на „Сватбата“ (1920) на Антон Чехов и „Чудото на св. Антоний“ на Метерлинк (2-ра сценична версия, 1921), поставени в неговото студио.
Мотивът за гротескното разобличаване на света на властимащите, противопоставящ се на жизнеутвърждаващия принцип на народа, е уникално пречупен в трагични постановки – „Ерик XIV“ на Аугуст Стриндберг (1-ва студия на МХАТ, 1921 г.), „Гадибук“ от Ански (еврейско студио „Хабима“, 1922 г.). Желанието на Вахтангов да търси „съвременни начини за разрешаване на представление във форма, която да звучи театрално“ е въплътено в последната му постановка „Принцеса Турандот“ (3-та студия на МХАТ, 1922 г.), пронизана с духа на ярко утвърждаване на живота. То се възприема от Станиславски, Владимир Немирович-Данченко и други театрални дейци като голяма творческа победа, обогатяваща сценичното изкуство, проправяща нови пътища в театъра.
Основополагащи за режисьорското творчество на Вахтангов са идеите за неразривното единство на етичното и естетическото предназначение на театъра, единството на артиста и народа, изострено чувство за модерност, което определя уникалната сценична форма, съответстваща на съдържанието на драматично произведение, неговите художествени особености. Тези принципи са продължени и развити от последователите и учениците на Вахтангов – Рубен Симонов, Борис Захава, актьорите Борис Щукин, Йосиф Толчанов, Михаил Чехов и др.
От средата на 1910 г. Вахтангов страда от болки в стомаха. През есента на 1918 г. той отива в Игнатиевата болница за преглед със съмнение за язва. През януари 1919 г. лекарите откриват, че режисьорът има рак на стомаха, но го крият от него. По същото време Вахтангов претърпява операция – както му съобщават, тя е минала успешно. Впоследствие болестта се влошава и през 1922 г. той вече не става от леглото. Няколко седмици преди премиерата на пиесата „Принцеса Турандот“ Станиславски го посещава.
Вахтангов умира на 29 май 1922 г. На 31 май 1922 г. е погребан на Новодевическото гробище в Москва.